# مدخل بوت
يعد مدخل بوت أحد المداخل الرئيسية لساحل كولومبيا البريطانية. يبلغ طوله 80 كيلومتر (50 ميل) من مصبات نهري هوماثكو وساوثجيت عند رأس المدخل إلى المصب، حيث تكاد تسدها جزيرة ستيوارت، ويبلغ متوسط عرضه حوالي 4 كيلومترات (2.5 ميل). يقع مدخل بوت في بيئة برية مذهلة ويعد واحدًا من أكثر الممرات المائية الخلابة في العالم. في الروافد العليا للجبال الداخلية يرتفع 2700 متر (9000 قدم) فوق مستوى سطح البحر. مدخل بوت هو منطقة برية مذهلة يزورها عدد قليل جدًا من الناس. في السنوات الأخيرة يسافر السياح من جميع أنحاء العالم لمشاهدة الدببة الرمادية في بيئة طبيعية واستكشاف الحياة البرية في مدخل بوت.

## التسمية
أخذ مدخل بوت اسمه من جون ستيوارت، الذي كان رئيس وزراء بريطانيا العظمى من عام 1762 إلى عام 1763. وكان حفيده تشارلز ستيوارت زميلًا للماجستير في اكتشاف فانكوفر.

## الجغرافيا السياسية
يقع مدخل بوت في منطقة أرض الساحل، وهو جزء من منطقة غابات صن شاين كوست في منطقة الغابات الساحلية، والتي يقع مقرها الرئيسي في بويل ريفر، ومنطقة وزارة البيئة في البر الرئيسي السفلي، ومقرها الرئيسي في سوري. كما أنها تقع ضمن جزء البر الرئيسي من منطقة ستراثكونا الإقليمية، والتي تتمتع فقط بصلاحيات بلدية مثل الصرف الصحي وتصاريح البناء على الأراضي الاحتياطية غير الهندية في المناطق الريفية. يقع المدخل في الأراضي التقليدية المتداخلة والمطالبات بالأراضي لدى قبائل هومالكو وكلاهوس وكوياكا والأمم الأولى وي واي كاي.

## جيولوجيا
يعتبر مدخل بوت في كولومبيا البريطانية عبارة عن تشكيل مضيق بحري كلاسيكي تشكل خلال عصر الهولوسين بسبب التآكل الجليدي. يعد مدخل بوت واحدًا من أعمق المضايق البحرية في كولومبيا البريطانية بعمق 660 متر (2170 قدم) وعتبة تبلغ 220 متر (720 قدم). يتم توفير غالبية المياه العذبة التي تدخل المدخل، حوالي 95% عن طريق نهر هوماثكو ونهر ساوثجيت على رأس المضيق البحري. تم حفر نظام قناة تحت الماء في رواسب حوض المضيق البحري الذي يحمل الرواسب إلى المضيق البحري.

## روابط خارجية
- Bute Inlet, Long Term Trends in Deep Water Properties of BC Inlets, Fisheries and Oceans Canada - Pacific Region
- Map (PDF, 3,5 MB)
- hydropower project in Bute Inlet